# Katipunan (Filipinas)
Katipunan es un municipio de Tercera Clase de la provincia en Zamboanga del Norte, Filipinas. De acuerdo con el censo del 2000, tiene una población de 37,448 en 7,576 hogares. 

## Barangays
Katipunan está políticamente subdividido en 30 barangays.
| - Balok - Barangay Dos (Pob.) - Barangay Uno (Pob.) - Basagan - Biniray - Bulawan - Carupay - Daanglungsod - Dabiak - Dr. Jose Rizal (Lower Mias) - Fimagas - Loyuran - Malasay - Malugas - Matam | - Mias - Miatan - Nanginan - Nuevo Tambo - Patik - San Antonio (Looy) - San Vicente - Sanao - Santo Niño - Seres - Seroan - Singatong - Sinuyak - Sitog - Tuburan |